# Condado de Webb
O Condado de Webb é um dos 254 condados do estado norte-americano do Texas. A sede do condado é Laredo, e sua maior cidade é Laredo.
O condado possui uma área de 8 743 km² (dos quais 48 km² estão cobertos por água), uma população de 250304 habitantes, e uma densidade populacional de 29 hab/km² (segundo o censo nacional de 2010).
O condado foi criado em 1848.

## Cidades
- El Cenizo
- Laredo
- Rio Bravo

## Áreas não incorporadas
| - Botines - Bruni - La Presa | - Laredo Ranchettes - Larga Vista - Mirando City | - Oilton - Ranchitos Las Lomas - Ranchos Penitas West |